# باب القصيبة
باب القصيبة هو باب من أبواب مراكش التاريخية في المغرب وهو عبارة عن بوابة غربية صغيرة لمنطقة القصبة.

## تاريخ
يشير اسم القصيبة بالأمازيغية إلى منطقة القصبة بالمدينة حيث تقع هذه البوابة. والقصبة تعني «الحصن» والقصيبة (أو القصيبة) تعني حرفيا «الحصن الصغير». وكانت في السابق مدخلًا لقصبة صغيرة أخرى (القصيبة) وملاصقة للقصبة الرئيسية في هذه المنطقة لحماية الجانب الغربي من المشور (ساحة مفتوحة واسعة لا تزال موجودة حتى اليوم عند مدخل القصر الملكي) وحي درب شتوكة. 
قام السلطان الموحدي يعقوب المنصور ببناء قصبة مراكش على موقع مسجد المنصور الموحدي وقصر البديع وضريح السعديين. تاريخ البناء غير واضح وكان موجودًا في بداية القرن التاسع عشر وربما تم بناؤه في عهد محمد الثالث بن عبد الله في القرن الثامن عشر، ولكن من المؤكد أنه لم يكن جزءًا من القصبة الموحدية الأصلية.
كان الباب من أشهر أبواب مراكش الشمالية مع باب أكناو حيث يشكلان المداخل الرئيسية إلى مدينة مراكش وهي أحد مواقع التراث العالمي لليونسكو.

## معرض الصور

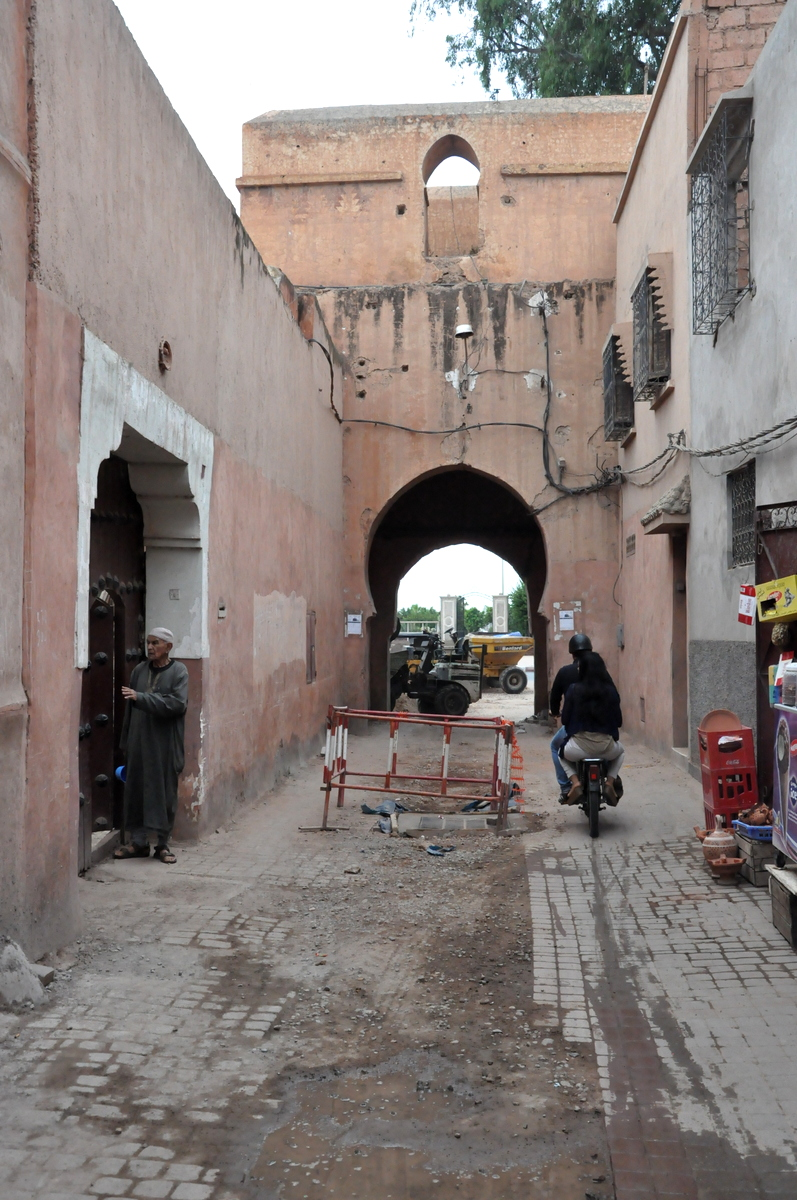
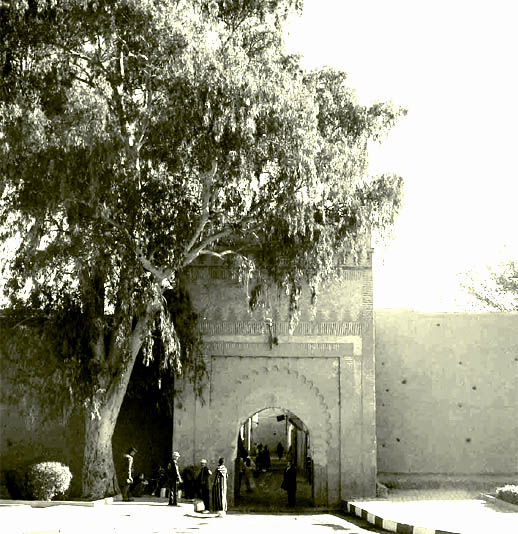
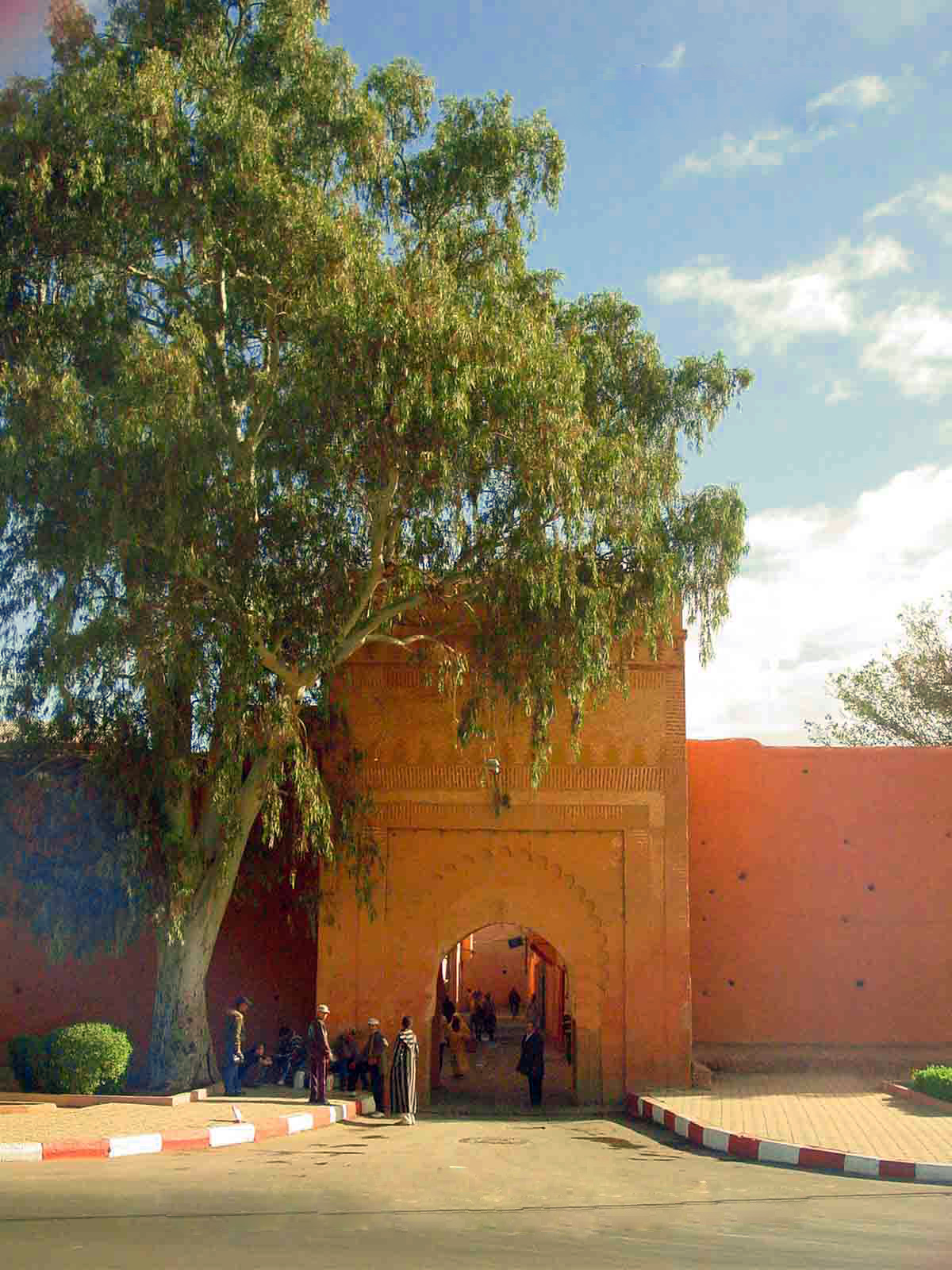
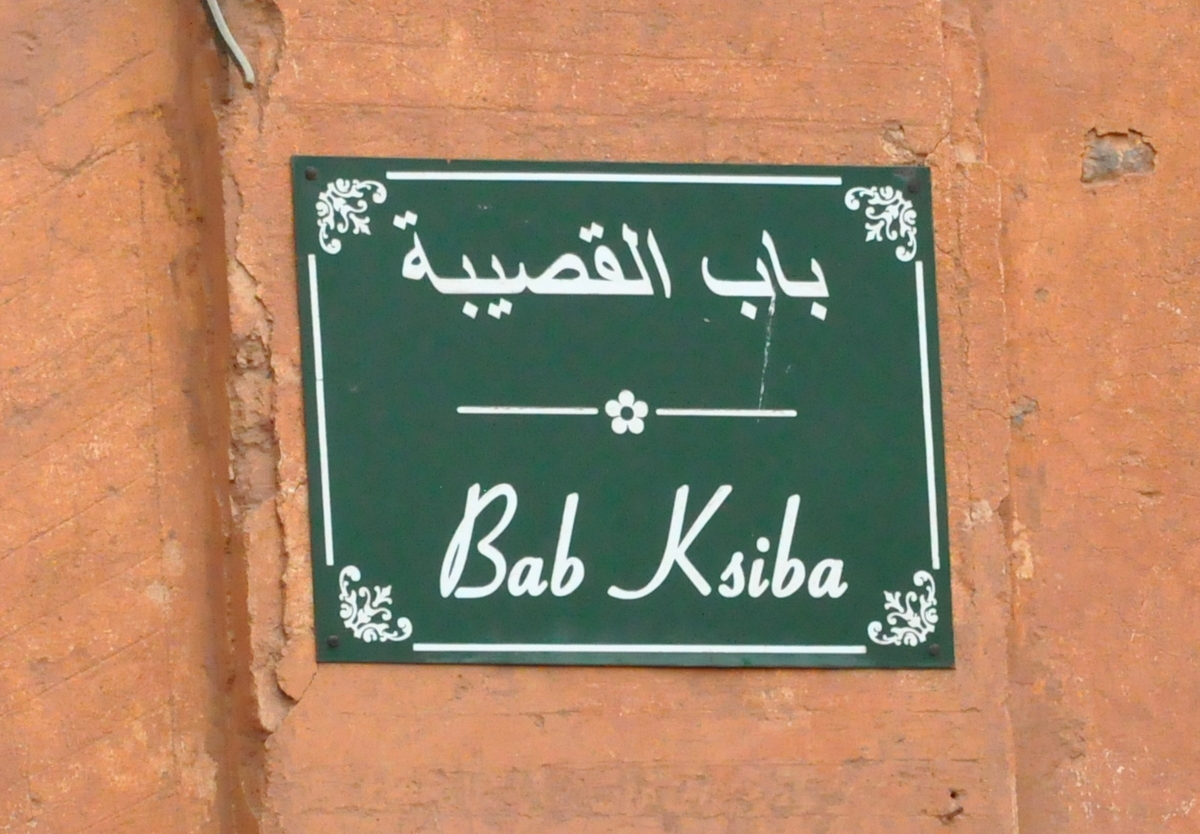

## روابط خارجية
- صورة باب كسيبة